# Maiden Japan
Maiden Japan (также известен как Heavy Metal Army) — второй мини-альбом британской хеви-метал-группы Iron Maiden, записанный вживую, вышедший в 1981 году.

## Об альбоме
Диск включает в себя записи, представленные группой на концертах в Токио, столице Японии. Это последняя запись коллектива с вокалистом Полом Ди’Анно.
Название «Maiden Japan» созвучно с названием «Made in Japan», а именно так называется концертный альбом известной британской группы Deep Purple.
Американские, канадские и новозеландские издания 1981 года содержали композицию «Wrathchild» в качестве трека № 3, как и аргентинские и бразильские издания 1985 года. На переизданном EP также находится сингл «Purgatory».

## Список композиций
1. Running Free — 03:10 (Стив Харрис, Ди’Анно)
2. Remember Tomorrow — 05:45 (Стив Харрис, Пол Ди’Анно)
3. Killers — 04:52 (Пол Ди’Анно, Стив Харрис)
4. Innocent Exile — 04:02 (Стив Харрис)

В 1999 году участники фан-клуба Iron Maiden составили следующий список композиций пластинки:
1. Wrathchild
2. Purgatory
3. Sanctuary
4. Remember Tomorrow
5. Another Life
6. Genghis Khan
7. Killers
8. Innocent Exile
9. Twilight Zone
10. Strange World
11. Murders in the Rue Morgue
12. Phantom of the Opera
13. Iron Maiden
14. Running Free
15. Transylvania
16. Drifter
17. I’ve Got the Fire

## Участники записи
- Пол Ди’Анно — вокал
- Дэйв Мюррей — гитара
- Эдриан Смит — гитара
- Стив Харрис — бас-гитара
- Клайв Барр — ударные

## Другие обложки

Оригинал
Альтернативная обложка
Обложка Heavy Metal Army